# Rumberk
Rumberk je malá vesnice, část obce Deštná v okrese Blansko. Nachází se asi 1,5 km na jih od Deštné. Je zde evidováno 30 adres. Trvale zde žije 63 obyvatel.
Rumberk je také název katastrálního území o rozloze 1,03 km2.

## Historie
První písemná zmínka o obci pochází z roku 1274.

## Památky
- Zřícenina hradu Rumberk, zaniklého za husitských válek. Dodnes se zachoval zbytek příkopu a valu.[6]